# Akemi Misawa
Akemi Misawa (jap. 三沢あけみ, Misawa Akemi; * 2. Juni 1945 in Ina) ist eine japanische Enka-Sängerin und Schauspielerin.

## Werdegang
Im Alter von 14 Jahren wurde Misawa Akemi zum neuen Namen der Filmfirma Tōei in derselben Zeit, als dort die Schauspielerinnen Junko Miyazono und Yuriko Mishima wirkten. Ihr erster Auftritt war in der von NET produzierten Dorama Fuefuki Dōji (笛吹童子, „Der junge Blasinstrumentspieler“). Im nächsten Jahr folgte ihr Filmdebüt in der Jidai-geki.
1963 erfolgte ihr Debüt als Sängerin in der von Victor Entertainment produzierten Furare Jōzu ni Hore Jōzu (ふられ上手に惚れ上手, „Geschickt abgelehnt, geschickt verliebt“). 1963 wurde ihr der Preis für den Neuling des Jahres der Japan Record Award für das Lied Shima no Blues (島のブルース, shima no burūsu, „Inselblues“) verliehen, das bald zu einem Schlager wurde.
Obwohl sie aus Tōei ausschied, um sich dem Beruf einer Sängerin zu widmen, trat sie auch in Dorama und Filmen auf. Nachdem sie fühlte, ihre Tätigkeit als Sängerin sei durch ihre Heirat in eine Sackgasse geraten, ließ sie sich scheiden und kam als Sängerin zurück. Ihr Comeback erlebte sie 1979 mit dem Lied Wakare Sake (わかれ酒, „Abschiedssake“), das bald zu einem Schlager wurde. Kurz darauf folgten Koishikute (恋しくて, „Geliebt sein“), Wataridori (渡り鳥, „Zugvogel“) und andere Schlager. Akemi Misawa erfreut sich bislang beständiger Popularität.

## Diskografie
1. Wataridori (渡り鳥, „Zugvogel“; 1988)
2. Best One Ketteiban: Misawa Akemi Zenkyokushū (BEST ONE 決定版 三沢あけみ 全曲集, „Best one, Endgültige Liedsammlung Akemi Misawa“; 1989)
3. Misawa Akemi Zenkyokushū (三沢あけみ 全曲集, „Akemi Misawa Liedsammlung“; 1990)
4. Ai… Eien ni – Endless Song (～愛…永遠に～エンドレスソング, „Liebe für immer, ewiges Lied“; 1991)
5. Gōkaban Misawa Akemi Zenkyokushū (豪華版 三沢あけみ全曲集, „Prachtausgabe Akemi Misawa Liedsammlung“; 1992)
6. Onna no Yukidoke / Enkashū (女のゆきどけ/艶歌集, „Das Tauen einer Frau / Enka-Lieder“; 1993)
7. Misawa Akemi / Zenkyokushū (三沢あけみ/全曲集, „Misawa Akemi, Liedsammlung“; 1993)
8. You Hodo ni – Original Hit & Karaoke (酔うほどに～オリジナル・ヒット&カラオケ～, „Genug, um sich zu betrinken – Original Hits & Karaoke“; 1994)
9. Best of Best (1994)
10. Zenkyokushū (全曲集, „Liedsammlung“; 1994)
11. Best (ベスト, Besuto; 1995)
12. Best One (1996)
13. Best (Best One) (ベスト〈Best One; 1997)
14. Best Album (ベストアルバム, Besuto arubamu; 1998)
15. Zenkyokushū (全曲集; 1999)
16. Misawa Akemi Zenkyokushū (三沢あけみ全曲集; 2001)
17. Misawa Akemi Zenkyokushū (三沢あけみ全曲集; 2002)
18. Misawa Akemi Zenkyokushū (三沢あけみ全曲集; 2003)
19. Misawa Akemi Best – Kokorobana (三沢あけみベスト～こころ花～, „Misawa Akemi Best – Blüte der Seele/des Herzens“; 2005)